# دهستان الهایی
دهستان الهایی، یکی از دهستان‌های بخش مرکزی شهرستان اهواز در استان خوزستان ایران است. مرکز این دهستان، شهر الهایی است.

## جمعیت
بر پایه سرشماری عمومی نفوس و مسکن در سال ۱۳۹۵، جمعیت دهستان الهایی برابر با ۵۳٬۰۰۸ نفر بوده است.